# 忽都哈思
忽都哈思（？—1281年），元朝军事人物，乃马氏，月里麻思的儿子。    
月里麻思出使南宋被囚禁三十六年而死。忽必烈深切悼念，诏复其家，以忽都哈思为答剌罕，每天将粮食给其家人。忽都哈思对忽必烈说：“臣愿为国效死，为父雪耻。”忽必烈高兴地同意了，授以上均州监战万户。至元十八年，以招讨使率兵出征日本，死在战争中。